# シンドバットの大冒険2003 〜魔神島の決戦〜
『シンドバットの大冒険2003 〜魔神島の決戦〜』は、2003年8月公演のミュージカル。主演はハラトモヒロ（元ジャニーズJr.）。

## 概要
本作はミライ・アクターズ・プロモーション/MIRAI PICTURES JAPANが企画製作するミュージカルでプロデューサーの神品信市がキャスティングを行い、オーディションにより新人の川久保雄基、坂元宏旬が抜擢された。

## 登場人物

### 主要人物
- シンドバット
  - 演－ハラトモヒロ（元ジャニーズJr.）
- キャプテンルファド
  - 演－ケント・デリカット
- ルーサ
  - 演－浅倉一男
- バルテッサ
  - 演－石本武士
- ジュハー・ミリエル
  - 演－ビューティーこくぶ
- ナターシャ姫
  - 演－星奈優里
- 魔人インキュバス
  - 演－山本陽一
- 魔人ベールセブブ
  - 演－佐藤寛之
- 魔女ファティマ
  - 演－福澄美緒
- 魔人サラマンダ
  - 演－古屋暢一（元ジャニーズJr.）
- メドス卿
  - 演－町山宏樹
- アシュラー皇帝
  - 演－山本貴永
- マリシラ
  - 演－山田杏寿
- メリッサ姫
  - 演－東郷萌絵
- 長老ゼロウォン
  - 演－池田駿介
- 村の男ロウ
  - 演－坂元宏旬
- モールの父
  - 演－戸田健二
- モール
  - 演－川久保雄基
- テト王子
  - 演－松井夢
- 悪鬼
  - 演－青木悠
- 島の少女
  - 演－畠山あかね
- ラクカンシィア
  - 演－竹島宏
- カシム神官
  - 演－安東和一郎
- アルド王
  - 演－プリティ長嶋
- ランプの精
  - 演－Pink・フラミンゴ

### その他
野村菜摘　安藤大　本橋里奈　松本梨沙　浦田彩子　豊田和美　小坂真寛　諏雅裕美子　木下優衣　中村真史　原口佳奈　前田美枝

## スタッフ
- 脚本・演出 - 我妻光
- 音楽 - 長内悟（Brio）
- 振付 - MAYUMI
- 衣装 - 菊地真澄（ミニドール）
- 照明 - 石島奈津子（東京舞台照明）
- 音響 - 川崎惣次
- 美術 - 高橋あや子
- 装置 - イトウ舞台工房
- 特殊効果 - 船越幹雄（ライズ）
- 殺陣 - 高瀬将嗣（高瀬道場）
- 歌唱指導 - 高坂景子（Brio）
- 舞台監督 - 矢島健　尾崎弘延
- 剣造型 - 豊島重正
- 写真撮影 - 石郷友仁
- ヘアメイク - 柳延人　佐藤ひろこ（willow）
- 宣伝美術 - 森永悟　中村弘道（TRC）
- 広報 - 黒瀬端思
- 協力 - ポプルス
- 制作 - 尾崎美和
- 企画協力 - バーニング養成所
- プロデューサー - 神品信市
- 製作 - ミライ・アクターズ・プロモーション/現MIRAI PICTURES JAPAN

## ビデオグラム
- 発売元・販売元　－　株式会社MIRAI（VHSのみ）

## 関連商品
- パンフレット・ポスター・台本（2003より発売、MIRAI）

## 加盟団体
- 社団法人日本映画テレビプロデューサー協会（加盟名義／神品信市）
- 日本アカデミー賞協会（加盟名義／神品信市）
- 日本アカデミー賞協会　賛助会員（加盟名義／株式会社MIRAI）
- 協同組合日本映画製作者協会（加盟名義／株式会社MIRAI） - ウェイバックマシン（2003年12月4日アーカイブ分）